# Francesc Agustí Tàrrega
Francesc Agustí Tàrrega (València, c. 1554 - València, 7 de febrer de 1602), fou un escriptor i canonge valencià. Va ser un dels literats del destacat grup valencià associat al Segle d'or espanyol.

## Biografia
La seua partida de naixement no ha pogut ser trobada i, per tant, no hi seguretat sobre el seu lloc de naixement, tot i que diversos indicis el situen a la ciutat de València i d'altres, sense menys fonament, a Sogorb. No se sap res dels seus orígens i de la seua família; la primera notícia biogràfica és la seua obtenció del Batxiller en Arts, l'any 1575. Probablement va continuar els seus estudis a Salamanca, on va obtenir el doctorat en Dret. El 1577 va prendre possessió de la capella de Sant Pau de la Seu de València i el 24 de maig de 1584 hi va ser nomenat canonge. A la Seu va anar guanyant influència i va ser recompensat amb càrrecs de creixent responsabilitat. La seua influència va ser gran en ambients eclesiàstics, polítics i literaris. L'any 1591 va ser elegit consiliari de l'Acadèmia dels Nocturns, institució literària presidida per Bernat Català de Valleriola i que aplegava els més distingits literats valencians de l'època, en la qual participà amb el pseudònim de Miedo (Por).
Va gaudir d'un gran prestigi literari entre la noblesa i el clergat, que es manifestà a través dels diferents i importants encàrrecs que va rebre. Entre ells destaquen la relació d'honors fúnebres que es van fer a la mort de Felip II, per encàrrec del virrei de València, el comte de Benavente i el seu paper com a organitzador i jurat de les més importants justes poètiques celebrades a la ciutat. El seu prestigi va ultrapassar la ciutat de València, i va ser citat i elogiat per Miguel de Cervantes, Lope de Vega i Agustín de Rojas.

## Obra literària
La seua obra poètica, fonamentalment de caràcter cortesà, amb incursions en temes religiosos i filosòfics, es conserva a les actes de l'Acadèmia dels Nocturns. També en aquestes actes hi ha obra seua en prosa, de caràcter moral, fonamentada en els seus grans coneixements bíblics.
El més destacat de la seua producció són les seues comèdies, de les que se n'han conservat deu. El seu teatre va evolucionar a la cerca del sentit de l'embolic de la commedia dell'arte, que Tàrrega coneixia sens dubte a través de les representacions dels italians a València. La seua comèdia titulada La enemiga favorable és explícitament citada per Miguel de Cervantes a Don Quixot (I, 48), i també pel mateix autor al pròleg de les Vuit Comèdies i entremesos, tot elogiant la seua «intel·ligència i innombrables conceptes». Va conrear temes actuals i històrics, que es barregen amb intrigues amoroses, llevat de la costumista El prado de Valencia. En les històries d'amor no hi ha procés psicològic, sinó una sèrie de tòpics que ja comencen a vulgaritzar-se.
Per a Rinaldo Froldi, les comèdies més antigues són les més novel·lesques: La duquesa constante, El esposo fingido i Las suertes trocadas. El prado de Valencia, comèdia de costums, s'acosta ja al teatre de Lope de Vega i fa de pont entre les obres de la primera i darrera etapa. En les darreres obres es barregen el tema històric i la intriga amorosa, que ateny un paper central.

## Obres

### Teatre
- La duquesa constante
- El esposo fingido
- Las suertes trocadas y torneo venturoso
- El prado de Valencia
- El cerco de Pavía
- El cerco de Rodas
- La enemiga favorable
- La sangre leal de los montañeses de Navarra
- La fundación de la Orden de Nuestra Señora de la Merced
- La perseguida Amaltea